# Pino Daniele
Giuseppe „Pino” Daniele (ur. 19 marca 1955 w Neapolu, zm. 4 stycznia 2015 w Rzymie) – włoski muzyk i wokalista bluesowy i popowy.

## Życiorys
Pochodzący z robotniczej rodziny gitarzysta samouk, tworzący po włosku, w języku neapolitańskim i po angielsku. Na początku ćwiczył na gitarze klasycznej, następnie, w latach 70. poświęcił się bluesowi i muzyce latin-jazz. Jego styl, będący specyficznym połączeniem tradycji z nowoczesnością, obecny na dwóch pierwszych albumach, Terra Mia (1977) i Pino Daniele (1979), został w dużym stopniu ukształtowany przez tradycyjną muzykę i kulturę neapolitańską (przykładem może być często używana mandolina, która została wynaleziona w Neapolu i jest instrumentem, który odegrał ważną rolę w rozwoju tradycyjnej muzyki neapolitańskiej). Jego popularność wzrosła w roku 1980, wraz z albumem Nero a metà, który był uważany za początek nowego rodzaju pieśni neapolitańskiej, czyli melodii typowo śródziemnomorskiej. W roku 1981 powstał album Vai mò, w roku następnym Daniele zaczyna skłaniać się ku muzyce innych kultur, czego rezultatem jest Bella 'mbriana. Ten album był początkiem współpracy z innymi muzykami, jak Alphonso Johnson i Wayne Shorter, oraz odkryciem na nowo wyrażeń i osobowości już przez tradycję neapolitańską zapomnianych. Jeden z utworów na płycie, Tarumbo', został zadedykowany papieżowi Janowi Pawłowi II. W roku 1981 zagrał przed Bobem Marleyem podczas jego koncertu w Mediolanie, zagrał tam kilka koncertów na Kubie, gdzie jego muzyka zdobyła popularność, oraz na najbardziej znanych międzynarodowych festiwalach jazzowych, takich jak w Olympia w Paryżu. Po Musicante (1984) wydany został podwójny album koncertowy, Live sciò, ze wszystkimi najważniejszymi utworami z jego dotychczasowej kariery, między innymi nagrania z festiwalu w Montreaux, z koncertów w Kanadzie, Paryżu i Weronie. W roku następnym ukazał się album Ferryboat, muzyk spotyka się również z Richiem Havensem, jednym z twórców festiwalu w Woodstock, które to spotkanie miało wpływ na sukces albumu Common Grund w całych Włoszech.
Zainteresowanie Daniele dla jazzu i muzyki etnicznej rodzi się podczas jego eksperymentów z nowymi formami ekspresji. Jego doświadczenie z muzyką kumuluje się podczas tras koncertowych po Europie, przede wszystkim tych we Francji, czego wynikiem jest Bonne soirèe (1987), album, który ukazuje również zainteresowanie muzyka rockiem arabskim. Poszukiwanie wspólnej nuty dla muzyki śródziemnomorskiej, zaprawionej charakterystycznymi elementami twórczości afrykańskiej, jest słyszalne na Schizzechea with love z roku 1988. W tym roku ukazał się również film Massimo Troisi, Le vie del Signore sono finite: dla przyjaciela Pino Daniele pisze także muzykę do Ricomincio da tre i Pensavo fosse amore invece era un calesse. W albumie Mascalzone latino z roku 1989, częściowo zadedykowanemu Magnaniemu z Anna verrà, słychać powrót do dźwięków bardziej akustycznych. Następne płyty to Un uomo in blues(1991, gościnny występ Micka Goodrick’a) oraz Sotto 'O Sole z roku 1992, wykorzystujący starsze utwory, które zostały nagrane na nowo. Rok 1993 był dla Daniele rokiem szczególnym, dzięki sukcesowi Che Dio Ti benedica, albumu, który zawiera, między innymi, dwa utwory napisane i wyprodukowane przez Chicka Corea, Pino wraca na szyty notowań, wraca również do śpiewania na żywo. Wielkim sukcesem staje się koncert na Stadio di Cava de’ Tirreni. Przed 80 tysiącami słuchaczy, z Carol Steel na perkusji, powstała tam płyta na żywo E sona mo'. Non calpestare i fiori nel Deserto (1995) jest płytą, przy której tworzeniu biorą udział również Irene Grandi i Jovanotti. Pino wygrywa bardzo popularny we Włoszech Festivalbar i wyrusza na trzy bardzo udane tournée, w tym jedno wspólnie z Patem Methenym. Wówczas powstały co mniej dwa inne nagrania na żywo: w 1994 wspólnie z Erosem Ramazzottim i Jovanottim oraz w 2002 z Ronem, Francesco De Gregorim i Fiorellą Mannoia. Dimmi cosa succede sulla Terra, wydany 12 marca 1997 roku, zdobył 10 platynowych płyt oraz edycję Festivalbar w tym samym roku. Również sukces odniósł album nagrany wspólnie z Giorgią, Mangio troppo cioccolata. Także w tym wypadku Pino wyruszył w dwie trasy koncertowe.
Rok 1998 był oficjalnie rokiem największego sukcesu muzyka. Ukazał się album The Best of Pino Daniele – Yes I know my way, na którym jeden z największych hitów Daniele pojawia się w nowej formie, przy współpracy z Simple Minds. Przy okazji tej płyty nie odbyła się żadna trasa koncertowa, za to jedyny koncert na stadionie San Paolo w Neapolu. Oficjalna dyskografia artysty osiąga liczbę 19 albumów wraz z Come un gelato all’equatore w roku 1999. Jest to projekt bez granic, czerpiący z muzyki nowego tysiąclecia, zainspirowanej długą śródziemnomorską tradycją. 16 lutego 2001 roku ukazała się pierwsza płyta we współpracy z Sony BMG, Medina. Wydawnictwo to również odwołuje się do ogólnie pojętej tradycji basenu Morza Śródziemnego. Poza wpływem północnoafrykańskim, widoczna jest inspiracja włoską melodią i neapolitańskim rapem. Daniele współpracował z muzykami takimi jak Salif Keïta, fFrancuz pochodzenia algierskiego – Faudel, Tunezyjczyk Lotfi Bushnaq oraz neapolitańskie 99 Posse. Projekt jest koprodukcją z Mikiem Manierim, z którym Pino współpracował już wcześniej. Na trasę koncertową Il Medina Tour 2001 Pino udaje się wraz z kobiecym zespołem kierowanym przez Rachel. Koncerty odbywają się w wielu miejscach nad Morzem Śródziemnym, różne nagrania z tego okresu można znaleźć na płycie Concerto. Pino Daniele Project – Passi d'autore (2004) był początkiem nowego stylu, który można zauważyć już w ostatnim utworze poprzedniej płyty. Pojawiają się tu wokale klasyczne połączone z dźwiękiem nowoczesnym. Jazz Petera Erskine’a, Alan Pasqua na pianinie i Dave Carpenter na kontrabasie. W roku 2005 ukazał się Iguana cafè, album skłaniający się ku muzyce łacińskiej. Na płycie znajduje się między innymi cover Elvisa Presleya, O sole Mio, która jest chyba najsłynniejszym dziełem muzyki neapolitańskiej na świecie. Jest to w pewnym sensie powrót Daniele do korzeni, czego dowodem jest również fakt, że zaczyna on ponownie pisać teksty piosenek w dialekcie jego rodzinnego miasta, na przykład w utworze „Serenata a fronn'e limone”. 16 lutego 2007 roku ukazał się album Il Mio nome e Pino Daniele e vivo qui. Gościnnie wystąpili Giorgia, Tony Esposito i Peter Erskine Trio. W ostatnich latach, z powodów zdrowotnych, Pino ograniczył swoją aktywność, jeśli chodzi o występy na żywo. Jeden z większych koncertów miał miejsce na Piazza del Plebiscito w Neapolu w lipcu 2004 roku. W lipcu 2008 roku odbył się ponowny koncert na Piazza del Plebiscito w Neapolu, gdzie Pino Daniele wystąpił z takimi artystami jak Giorgia, Avion Travel, Gigi D'Alessio i Nino d'Angelo. Artysta zmarł w wieku 59 lat na zawał serca w Rzymie. Zgodnie z ostatnią wolą artysty, jego prochy zostały pochowane w miejscowości Magliano in Toscana we Włoszech. 22 stycznia 2015 roku Pino Daniele otrzymał pośmiertnie tytuł honorowego obywatela Magliano in Toscana.

## Dyskografia
- Terra mia (1977)
- Pino Daniele (1979)
- Nero a metà (1980)
- Vai mò (1981)
- Bella 'mbriana (1982)
- Musicante (1984)
- Sciò live (1984, koncertowy)
- Ferryboat (1985)
- Bonne soirée (1987)
- Schizzechea with love (1988)
- Mascalzone latino (1989)
- Un uomo in blues (1991)
- Che Dio ti benedica (1993)
- E sona mo' (1993, live)
- Non calpestare i fiori nel deserto (1995)
- Dimmi cosa succede sulla terra (1997)
- Yes I Know My Way (1998, kompilacja)
- Come un gelato all'equatore (1999)
- Napul'è (2000, kompilacja)
- Medina (2001)
- Concerto Medina Tour 2001 (2002)
- In Tour (2002, wraz z De Gregori, Fiorella Mannoia i Ron)
- Amore senza fine (2002, kompilacja)
- Passi d'autore (2004, Pino Daniele Project)
- Iguana cafè (2005)
- Il mio nome è Pino Daniele e vivo qui (2007)
- Ricomincio da 30 (2008)
- Electric Jam (2009)
- Bogie Boogie Man (2010)
- La Grande Madre (2012)